# Gormanston (ort i Irland)
Gormanston (iriska: Baile Mhic Gormáin) är en ort i republiken Irland.   Den ligger i grevskapet An Mhí och provinsen Leinster, i den nordöstra delen av landet, 30 km norr om huvudstaden Dublin. Gormanston ligger 18 meter över havet och antalet invånare är 500.
Terrängen runt Gormanston är platt. Havet är nära Gormanston åt nordost. Runt Gormanston är det ganska tätbefolkat, med 248 invånare per kvadratkilometer. Närmaste större samhälle är Drogheda, 11,3 km nordväst om Gormanston. Trakten runt Gormanston består i huvudsak av gräsmarker.